# Amici di Maria De Filippi (sedicesima edizione, fase serale)
La sedicesima edizione del talent show musicale Amici di Maria De Filippi è andata in onda nella sua fase serale dal 25 marzo al 27 maggio 2017 ogni sabato in prima serata su Canale 5 per dieci puntate con la conduzione di Maria De Filippi. Le puntate vennero tutte registrate pochi giorni prima dalla messa in onda, tranne la finale, trasmessa come di consuetudine in diretta.
La sigla di questa edizione è stata I Was Born to Love You di Freddie Mercury ma, a differenza degli anni precedenti, essa non è cantata dai direttori artistici. Dalla quinta puntata, con l'arrivo di Emma direttrice artistica della squadra bianca in sostituzione di Morgan viene sostituita da Every Teardrop Is a Waterfall dei Coldplay cantata dalle direttrici artistiche e Boosta e nella videosigla le due squadre con direttrici artistiche e professori vengono in modo diverso rispetto a quella precedente. L'ingresso dei giudici e degli ospiti viene invece accompagnato dal brano dei Coldplay, Hymn for the Weekend
| Vincitori            | Vincitori              |
| Amici 16             | Andreas Müller         |
| -------------------- | ---------------------- |
| Categoria Canto      | Riccardo Marcuzzo      |
| Premio della Critica | Sebastian Melo Taveira |
| Premio Vodafone      | Federica Carta         |
| Premio Radio 105     | Riccardo Marcuzzo      |
| Premio Fonzies       | Mike Bird              |

## Regolamento
A differenza degli anni precedenti, durante i quali i professori venivano tutti assegnati in egual numero ai due schieramenti e avevano un ruolo marginale, quest'anno 4 di loro, 2 per ogni specialità, coadiuvano il direttore artistico nella scelta dei ragazzi e durante la loro preparazione, divenendo dei veri e propri co-direttori artistici e acquisendo così un ruolo più centrale. In particolare, a collaborare con Morgan nei Bianchi sono Boosta per il canto e Alessandra Celentano per il ballo mentre Rudy Zerbi e Veronica Peparini cooperano con Elisa nei Blu. Al serale figurano comunque altri 3 professori, nello specifico Natalia Titova ed Emanuel Lo per il ballo ed Alex Braga per il canto, mentre i restanti non ne prenderanno parte perché impegnati nei casting durante il periodo di messa in onda del programma.
Una seconda novità è relativa infine alla giuria: dopo un solo anno viene infatti rimosso il meccanismo del "giudice sostituto", azionabile dal direttore artistico ogni volta che egli lo richiedesse. In questa edizione al termine di ogni esibizione, a turno i direttori artistici devono scegliere chi "spegnere" tra i quattro componenti della giuria, che viene totalmente rivoluzionata rispetto agli anni passati: in primis viene dato spazio alla categoria del ballo, che nelle edizioni precedenti non aveva mai avuto un vero e proprio giudice esperto in materia, con la presenza di Eleonora Abbagnato che va a sostituire Anna Oxa; dopo l'abbandono di Sabrina Ferilli, da quattro anni presente nella giuria, viene scelta al suo posto la cantante e attrice Ambra Angiolini, la poltrona lasciata vuota invece da Loredana Bertè, da due anni giudice nel programma, viene occupata da Ermal Meta, mentre infine quella di Morgan, dopo la sua "promozione" a direttore artistico, viene occupata da Daniele Liotti.
Per quanto riguarda le esibizioni, in sostituzione della Prova Performer dello scorso anno, viene aggiunta la prova Questo Sono Io nella quale ogni componente delle due squadre ha il compito di scrivere una lettera, letta poi in studio da Maria De Filippi, dove essi raccontano il proprio passato, i propri sogni e le loro emozioni. Al termine della lettera, i cantanti si esibiscono con un brano che racchiuda il pensiero della propria lettera, mentre i ballerini devono compiere un'esibizione in completa improvvisazione. Rimane invariato invece il meccanismo della Magic Ball, presente anche in questa sedicesima edizione, che permette ad una squadra che incorre in un passivo di 3-0 di poter ribaltare il risultato attraverso un'esibizione che deve però necessariamente trovare un riscontro positivo da parte dei 3 giudici, dunque all'unanimità.
Inoltre, rispetto alle passate edizioni, i ragazzi che perdono una sfida, anziché tornare al proprio posto si accomodano in una sorta di "panchina" alle spalle della loro postazione. Possono riesibirsi, ma una volta persa una sfida essi sono comunque a rischio eliminazione.

## Concorrenti
Inizialmente le maglie per il serale sarebbero dovute essere 10, ma durante l'ultima puntata del pomeridiano andata in onda sabato 18 marzo 2017, su richiesta di Giuliano Peparini, la conduttrice Maria De Filippi decide di ampliare le 2 squadre di un ulteriore posto, portando così i ragazzi da 10 a 12, come nelle due edizioni precedenti. A differenza di quest'ultime però, i cantanti e i ballerini non sono presenti in pari numero: i cantanti sono 7 e i ballerini 5. I concorrenti sono così divisi tra le 2 squadre: 
| Squadra Bianca                                                    | Squadra Bianca                                                    | Squadra Bianca                                                    |                     | Squadra Blu                      | Squadra Blu                      | Squadra Blu                      |
| Direttori Artistici                                               | Direttori Artistici                                               | Direttori Artistici                                               | Direttori Artistici | Direttori Artistici              | Direttori Artistici              | Direttori Artistici              |
| ----------------------------------------------------------------- | ----------------------------------------------------------------- | ----------------------------------------------------------------- | ------------------- | -------------------------------- | -------------------------------- | -------------------------------- |
| - Emma (dalla quinta puntata) - Morgan (fino alla quarta puntata) | - Emma (dalla quinta puntata) - Morgan (fino alla quarta puntata) | - Emma (dalla quinta puntata) - Morgan (fino alla quarta puntata) |                     | - Elisa                          | - Elisa                          | - Elisa                          |
| Professori Co-direttori Artistici                                 |                                                                   |                                                                   |                     |                                  |                                  |                                  |
| - Alessandra Celentano - Boosta                                   | - Alessandra Celentano - Boosta                                   | - Alessandra Celentano - Boosta                                   |                     | - Veronica Peparini - Rudy Zerbi | - Veronica Peparini - Rudy Zerbi | - Veronica Peparini - Rudy Zerbi |
| Concorrenti                                                       |                                                                   |                                                                   |                     |                                  |                                  |                                  |
| Posizione                                                         | Nome                                                              | Disciplina                                                        |                     | Posizione                        | Nome                             | Disciplina                       |
| 4                                                                 | Sebastian Melo Taveira                                            | ballo                                                             | 1                   | Andreas Müller                   | hip hop                          |                                  |
| 5                                                                 | Mike Bird (Michele Merlo)                                         | cantautorato                                                      | 2                   | Riccardo Marcuzzo                | cantautorato                     |                                  |
| 6                                                                 | Thomas Bocchimpani                                                | canto                                                             | 3                   | Federica Carta                   | canto                            |                                  |
| 7                                                                 | Shady Fatin Cherkaoui                                             | cantautorato                                                      | 8                   | Cosimo Barra                     | latino                           |                                  |
| 9                                                                 | Oliviero Bifulco                                                  | classico                                                          | 10                  | Vittoria Markov                  | ballo                            |                                  |
| 11                                                                | Lo Strego (Nicolas Burioni)                                       | cantautorato                                                      | 12                  | Michele Perniola                 | canto                            |                                  |

## Tabellone delle eliminazioni
Legenda:

  W   Vittoria squadra Bianca

   B    Vittoria squadra Blu

Candidato/a all'eliminazione:

 dal direttore artistico della squadra avversaria

 dai professori della squadra avversaria

 perché ha perso una sfida

 forzatamente

     Salvato/a dal direttore artistico

     Salvato/a dai professori

     Eliminato/a

     In ballottaggio

     Non partecipa alla partita perché in ballottaggio

     Vince il ballottaggio ed è salvo

N.D. Non sottoposto/a a ballottaggio o non partecipa alla sfida in finale

     Finalista/Vince la sfida in finale

     Primo classificato della categoria perdente

     Vincitore

|            |            | 25/03      | 25/03      | 25/03      | 25/03      | 25/03      | 01/04                  | 01/04                  | 01/04                  | 01/04                  | 01/04                  | 08/04                  | 08/04                  | 08/04                  | 08/04                  | 08/04                  | 15/04                  | 15/04                  | 15/04                  | 15/04                  | 15/04                  | 22/04                  | 22/04                  | 22/04                  | 22/04                  | 22/04                  | 29/04                  | 29/04                  | 29/04                  | 29/04                  | 29/04                  | 06/05                  | 06/05                  | 06/05                  | 06/05                  | 06/05                  | 13/05                  | 13/05                  | 13/05                  | 13/05                  | 13/05                  | 20/05                  | 20/05                  | 20/05                  | 20/05                  | 20/05                  | 27/05                  | 27/05                  | 27/05                  | 27/05                  | Disciplina |
| 1ª PUNTATA | 1ª PUNTATA | 1ª PUNTATA | 1ª PUNTATA | 1ª PUNTATA | 2ª PUNTATA | 2ª PUNTATA | 2ª PUNTATA             | 2ª PUNTATA             | 2ª PUNTATA             | 3ª PUNTATA             | 3ª PUNTATA             | 3ª PUNTATA             | 3ª PUNTATA             | 3ª PUNTATA             | 4ª PUNTATA             | 4ª PUNTATA             | 4ª PUNTATA             | 4ª PUNTATA             | 4ª PUNTATA             | 5ª PUNTATA             | 5ª PUNTATA             | 5ª PUNTATA             | 5ª PUNTATA             | 5ª PUNTATA             | 6ª PUNTATA             | 6ª PUNTATA             | 6ª PUNTATA             | 6ª PUNTATA             | 6ª PUNTATA             | 7ª PUNTATA             | 7ª PUNTATA             | 7ª PUNTATA             | 7ª PUNTATA             | 7ª PUNTATA             | 8ª PUNTATA             | 8ª PUNTATA             | 8ª PUNTATA             | 8ª PUNTATA             | 8ª PUNTATA             | SEMIFINALE             | SEMIFINALE             | SEMIFINALE             | SEMIFINALE             | SEMIFINALE             | FINALE                 | FINALE                 | FINALE                 | FINALE                 |                        |                        | Disciplina |
| ---------- | ---------- | ---------- | ---------- | ---------- | ---------- | ---------- | ---------------------- | ---------------------- | ---------------------- | ---------------------- | ---------------------- | ---------------------- | ---------------------- | ---------------------- | ---------------------- | ---------------------- | ---------------------- | ---------------------- | ---------------------- | ---------------------- | ---------------------- | ---------------------- | ---------------------- | ---------------------- | ---------------------- | ---------------------- | ---------------------- | ---------------------- | ---------------------- | ---------------------- | ---------------------- | ---------------------- | ---------------------- | ---------------------- | ---------------------- | ---------------------- | ---------------------- | ---------------------- | ---------------------- | ---------------------- | ---------------------- | ---------------------- | ---------------------- | ---------------------- | ---------------------- | ---------------------- | ---------------------- | ---------------------- | ---------------------- | ---------------------- | ---------- |
| Vittoria   | Vittoria   | W          | W          | B          | B          |            | B                      | B                      | B                      | B                      |                        | B                      | B                      | W                      | W                      |                        | B                      | B                      | B                      | B                      |                        | W                      | W                      | B                      | B                      |                        | W                      | W                      | B                      | B                      |                        | W                      | W                      | B                      | B                      |                        | W                      | W                      | B                      | B                      |                        | W                      | W                      | B                      | B                      |                        | Finale Danza           | Finale Canto           | Finalissima            | Finalissima            | Disciplina |
| Punteggio  | Punteggio  | 6          | 1          | 5          | 2          | 5          | 2                      | 4                      | 3                      | 5                      | 2                      | 5                      | 2                      | 4                      | 3                      | 6                      | 1                      | 4                      | 3                      | 4                      | 3                      | 5                      | 2                      | 6                      | 1                      | 5                      | 2                      | 6                      | 1                      | 5                      | 2                      | 6                      | 1                      | 5                      | 2                      | 5                      | 2                      |                        |                        |                        |                        |                        |                        |                        |                        |                        | Finale Danza           | Finale Canto           | Finalissima            | Finalissima            | Disciplina |
| 1          | Andreas    |            |            |            |            | N.D.       |                        |                        |                        |                        | N.D.                   |                        |                        |                        |                        | N.D.                   |                        |                        |                        |                        | N.D.                   |                        |                        |                        |                        | N.D.                   |                        |                        |                        |                        |                        |                        |                        |                        |                        | N.D.                   |                        |                        |                        |                        | N.D.                   |                        |                        |                        |                        |                        |                        | N.D.                   | 1º                     | VINCITORE              | hip hop    |
| 2          | Riccardo   | –          | –          |            |            | N.D.       |                        |                        |                        |                        | N.D.                   |                        |                        |                        |                        | N.D.                   |                        |                        |                        |                        | N.D.                   | –                      | –                      |                        |                        | N.D.                   |                        |                        |                        |                        |                        |                        |                        |                        |                        |                        |                        |                        |                        |                        | N.D.                   |                        |                        |                        |                        |                        | N.D.                   |                        | 2°                     | SECONDO                | canto      |
| 3          | Federica   |            |            |            |            | N.D.       |                        |                        |                        |                        | N.D.                   |                        |                        | –                      | –                      | N.D.                   |                        |                        |                        |                        | N.D.                   |                        |                        |                        |                        | N.D.                   |                        |                        |                        |                        |                        |                        |                        |                        |                        | N.D.                   |                        |                        |                        |                        |                        |                        |                        |                        |                        |                        | N.D.                   |                        | TERZA                  | TERZA                  | canto      |
| 4          | Sebastian  |            |            | –          | –          | N.D.       | –                      | –                      | –                      | –                      | N.D.                   | –                      | –                      |                        |                        | N.D.                   |                        |                        |                        |                        |                        |                        |                        |                        |                        | N.D.                   |                        |                        |                        |                        |                        |                        |                        |                        |                        | N.D.                   |                        |                        |                        |                        | N.D.                   |                        |                        |                        |                        |                        |                        | QUARTO                 | QUARTO                 | QUARTO                 | ballo      |
| 5          | Mike Bird  |            |            |            |            | N.D.       |                        |                        | –                      | –                      | N.D.                   |                        |                        |                        |                        | N.D.                   | –                      | –                      |                        |                        | N.D.                   |                        |                        |                        |                        | N.D.                   |                        |                        |                        |                        |                        |                        |                        | –                      | –                      | N.D.                   |                        |                        |                        |                        | N.D.                   |                        |                        |                        |                        |                        | ELIMINATO (Semifinale) | ELIMINATO (Semifinale) | ELIMINATO (Semifinale) | ELIMINATO (Semifinale) | canto      |
| 6          | Thomas     |            |            |            |            | N.D.       | –                      | –                      |                        |                        |                        | –                      | –                      |                        |                        | N.D.                   | –                      | –                      | –                      | –                      | N.D.                   |                        |                        |                        |                        | [ N 1 ]                |                        |                        |                        |                        |                        |                        |                        |                        |                        | N.D.                   |                        |                        |                        |                        |                        | ELIMINATO (8ª Puntata) | ELIMINATO (8ª Puntata) | ELIMINATO (8ª Puntata) | ELIMINATO (8ª Puntata) | ELIMINATO (8ª Puntata) | ELIMINATO (8ª Puntata) | ELIMINATO (8ª Puntata) | ELIMINATO (8ª Puntata) | ELIMINATO (8ª Puntata) | canto      |
| 7          | Shady      |            |            |            |            |            |                        |                        |                        |                        | N.D.                   |                        |                        |                        |                        | N.D.                   |                        |                        |                        |                        | N.D.                   |                        |                        | –                      | –                      | N.D.                   |                        |                        |                        |                        |                        |                        |                        |                        |                        |                        | ELIMINATA (7ª Puntata) | ELIMINATA (7ª Puntata) | ELIMINATA (7ª Puntata) | ELIMINATA (7ª Puntata) | ELIMINATA (7ª Puntata) | ELIMINATA (7ª Puntata) | ELIMINATA (7ª Puntata) | ELIMINATA (7ª Puntata) | ELIMINATA (7ª Puntata) | ELIMINATA (7ª Puntata) | ELIMINATA (7ª Puntata) | ELIMINATA (7ª Puntata) | ELIMINATA (7ª Puntata) | ELIMINATA (7ª Puntata) | canto      |
| 8          | Cosimo     | –          | –          |            |            | N.D.       |                        |                        |                        |                        | N.D.                   |                        |                        | –                      | –                      | N.D.                   |                        |                        |                        |                        | N.D.                   |                        |                        |                        |                        | [ N 1 ]                |                        |                        |                        |                        |                        | ELIMINATO (6ª Puntata) | ELIMINATO (6ª Puntata) | ELIMINATO (6ª Puntata) | ELIMINATO (6ª Puntata) | ELIMINATO (6ª Puntata) | ELIMINATO (6ª Puntata) | ELIMINATO (6ª Puntata) | ELIMINATO (6ª Puntata) | ELIMINATO (6ª Puntata) | ELIMINATO (6ª Puntata) | ELIMINATO (6ª Puntata) | ELIMINATO (6ª Puntata) | ELIMINATO (6ª Puntata) | ELIMINATO (6ª Puntata) | ELIMINATO (6ª Puntata) | ELIMINATO (6ª Puntata) | ELIMINATO (6ª Puntata) | ELIMINATO (6ª Puntata) | ELIMINATO (6ª Puntata) | latino     |
| 9          | Oliviero   |            |            | –          | –          | N.D.       | –                      | –                      |                        |                        | N.D.                   |                        |                        |                        |                        |                        |                        |                        |                        |                        |                        | ELIMINATO (4ª Puntata) | ELIMINATO (4ª Puntata) | ELIMINATO (4ª Puntata) | ELIMINATO (4ª Puntata) | ELIMINATO (4ª Puntata) | ELIMINATO (4ª Puntata) | ELIMINATO (4ª Puntata) | ELIMINATO (4ª Puntata) | ELIMINATO (4ª Puntata) | ELIMINATO (4ª Puntata) | ELIMINATO (4ª Puntata) | ELIMINATO (4ª Puntata) | ELIMINATO (4ª Puntata) | ELIMINATO (4ª Puntata) | ELIMINATO (4ª Puntata) | ELIMINATO (4ª Puntata) | ELIMINATO (4ª Puntata) | ELIMINATO (4ª Puntata) | ELIMINATO (4ª Puntata) | ELIMINATO (4ª Puntata) | ELIMINATO (4ª Puntata) | ELIMINATO (4ª Puntata) | ELIMINATO (4ª Puntata) | ELIMINATO (4ª Puntata) | ELIMINATO (4ª Puntata) | ELIMINATO (4ª Puntata) | ELIMINATO (4ª Puntata) | ELIMINATO (4ª Puntata) | ELIMINATO (4ª Puntata) | ballo      |
| 10         | Vittoria   | –          | –          |            |            | N.D.       |                        |                        |                        |                        | N.D.                   |                        |                        |                        |                        |                        | ELIMINATA (3ª Puntata) | ELIMINATA (3ª Puntata) | ELIMINATA (3ª Puntata) | ELIMINATA (3ª Puntata) | ELIMINATA (3ª Puntata) | ELIMINATA (3ª Puntata) | ELIMINATA (3ª Puntata) | ELIMINATA (3ª Puntata) | ELIMINATA (3ª Puntata) | ELIMINATA (3ª Puntata) | ELIMINATA (3ª Puntata) | ELIMINATA (3ª Puntata) | ELIMINATA (3ª Puntata) | ELIMINATA (3ª Puntata) | ELIMINATA (3ª Puntata) | ELIMINATA (3ª Puntata) | ELIMINATA (3ª Puntata) | ELIMINATA (3ª Puntata) | ELIMINATA (3ª Puntata) | ELIMINATA (3ª Puntata) | ELIMINATA (3ª Puntata) | ELIMINATA (3ª Puntata) | ELIMINATA (3ª Puntata) | ELIMINATA (3ª Puntata) | ELIMINATA (3ª Puntata) | ELIMINATA (3ª Puntata) | ELIMINATA (3ª Puntata) | ELIMINATA (3ª Puntata) | ELIMINATA (3ª Puntata) | ELIMINATA (3ª Puntata) | ELIMINATA (3ª Puntata) | ELIMINATA (3ª Puntata) | ELIMINATA (3ª Puntata) | ELIMINATA (3ª Puntata) | ballo      |
| 11         | Lo Strego  |            |            | –          | –          | N.D.       |                        |                        |                        |                        |                        | ELIMINATO (2ª Puntata) | ELIMINATO (2ª Puntata) | ELIMINATO (2ª Puntata) | ELIMINATO (2ª Puntata) | ELIMINATO (2ª Puntata) | ELIMINATO (2ª Puntata) | ELIMINATO (2ª Puntata) | ELIMINATO (2ª Puntata) | ELIMINATO (2ª Puntata) | ELIMINATO (2ª Puntata) | ELIMINATO (2ª Puntata) | ELIMINATO (2ª Puntata) | ELIMINATO (2ª Puntata) | ELIMINATO (2ª Puntata) | ELIMINATO (2ª Puntata) | ELIMINATO (2ª Puntata) | ELIMINATO (2ª Puntata) | ELIMINATO (2ª Puntata) | ELIMINATO (2ª Puntata) | ELIMINATO (2ª Puntata) | ELIMINATO (2ª Puntata) | ELIMINATO (2ª Puntata) | ELIMINATO (2ª Puntata) | ELIMINATO (2ª Puntata) | ELIMINATO (2ª Puntata) | ELIMINATO (2ª Puntata) | ELIMINATO (2ª Puntata) | ELIMINATO (2ª Puntata) | ELIMINATO (2ª Puntata) | ELIMINATO (2ª Puntata) | ELIMINATO (2ª Puntata) | ELIMINATO (2ª Puntata) | ELIMINATO (2ª Puntata) | ELIMINATO (2ª Puntata) | ELIMINATO (2ª Puntata) | ELIMINATO (2ª Puntata) | ELIMINATO (2ª Puntata) | ELIMINATO (2ª Puntata) | ELIMINATO (2ª Puntata) | canto      |
| 12         | Michele    |            |            |            |            |            | ELIMINATO (1ª Puntata) | ELIMINATO (1ª Puntata) | ELIMINATO (1ª Puntata) | ELIMINATO (1ª Puntata) | ELIMINATO (1ª Puntata) | ELIMINATO (1ª Puntata) | ELIMINATO (1ª Puntata) | ELIMINATO (1ª Puntata) | ELIMINATO (1ª Puntata) | ELIMINATO (1ª Puntata) | ELIMINATO (1ª Puntata) | ELIMINATO (1ª Puntata) | ELIMINATO (1ª Puntata) | ELIMINATO (1ª Puntata) | ELIMINATO (1ª Puntata) | ELIMINATO (1ª Puntata) | ELIMINATO (1ª Puntata) | ELIMINATO (1ª Puntata) | ELIMINATO (1ª Puntata) | ELIMINATO (1ª Puntata) | ELIMINATO (1ª Puntata) | ELIMINATO (1ª Puntata) | ELIMINATO (1ª Puntata) | ELIMINATO (1ª Puntata) | ELIMINATO (1ª Puntata) | ELIMINATO (1ª Puntata) | ELIMINATO (1ª Puntata) | ELIMINATO (1ª Puntata) | ELIMINATO (1ª Puntata) | ELIMINATO (1ª Puntata) | ELIMINATO (1ª Puntata) | ELIMINATO (1ª Puntata) | ELIMINATO (1ª Puntata) | ELIMINATO (1ª Puntata) | ELIMINATO (1ª Puntata) | ELIMINATO (1ª Puntata) | ELIMINATO (1ª Puntata) | ELIMINATO (1ª Puntata) | ELIMINATO (1ª Puntata) | ELIMINATO (1ª Puntata) | ELIMINATO (1ª Puntata) | ELIMINATO (1ª Puntata) | ELIMINATO (1ª Puntata) | ELIMINATO (1ª Puntata) | canto      |

### Podio generale
|          |          |    |  |           |
|          |          |    |  | 4º        |
|          | Andreas  |    |  | Sebastian |
| Riccardo | Andreas  |    |  |           |
| 1º       | Federica |    |  |           |
| 1º       | Federica | 2º |  |           |
| 1º       | 3º       |    |  |           |

### Podio canto
|          |           |    |  |        |
|          |           |    |  | 4º     |
|          | Riccardo  |    |  | Thomas |
| Federica | Riccardo  |    |  |        |
| 1º       | Mike Bird |    |  |        |
| 1º       | Mike Bird | 2º |  |        |
| 1º       | 3º        |    |  |        |

### Podio danza
|           |         |    |  |          |
|           |         |    |  | 4º       |
|           | Andreas |    |  | Oliviero |
| Sebastian | Andreas |    |  |          |
| 1º        | Cosimo  |    |  |          |
| 1º        | Cosimo  | 2º |  |          |
| 1º        | 3º      |    |  |          |

## Tabellone delle esibizioni
Legenda:

     Prova vinta dai Bianchi.

     Prova vinta dai Blu.

N/A Per la sfida secretata non viene mostrato il risultato.

     Prova di canto

     Prova di ballo

     Prova mista

     Prova GIUDICE

     Prova MAGIC BALL

### 1ª puntata
La prima puntata del serale, registrata il 19 marzo 2017, è andata in onda il 25 marzo. La terza prova di ogni partita ha risultato secretato. 

#### Prima partita
La prima partita viene vinta dalla squadra Bianca con un punteggio di 6 a 1. 
| PROVA    | SQUADRA BLU       | SQUADRA BLU                      | PUNTI | PUNTI | SQUADRA BIANCA                | SQUADRA BIANCA                | Giudice escluso |
| -------- | ----------------- | -------------------------------- | ----- | ----- | ----------------------------- | ----------------------------- | --------------- |
| I        | Elisa con Emma    | L'anima vola                     | 0     | 1     | Morgan con Alessandra Amoroso | Il cielo in una stanza        | A. Angiolini    |
| II       | Federica          | Attraversando gli anni (inedito) | 1     | 0     | Shady                         | Feelings                      | D. Liotti       |
| III      | Andreas           | I Won't Complain                 | 0     | 3     | Shady                         | Dentro la mia mente (inedito) | E. Meta         |
| IV       | Andreas           | Breathe on Me                    | 0     | 1     | Oliviero                      | Dance For Me Wallis           | E. Meta         |
| V        | Michele con Elisa | It's you                         | 0     | 1     | Lo Strego con Morgan e Boosta | Ritornerai                    | A. Angiolini    |
| VITTORIA | SQUADRA BIANCA    | SQUADRA BIANCA                   | 1     | 6     | MICHELE                       | MICHELE                       |                 |

#### Seconda partita
La seconda partita vede vittoriosa la squadra Blu con un punteggio di 5 a 2.
| PROVA    | SQUADRA BLU                   | SQUADRA BLU                                   | PUNTI | PUNTI | SQUADRA BIANCA            | SQUADRA BIANCA                        | Giudice escluso |
| -------- | ----------------------------- | --------------------------------------------- | ----- | ----- | ------------------------- | ------------------------------------- | --------------- |
| I        | Vittoria                      | Medley I'm sexy and I know it / Anche un uomo | 1     | 0     | Thomas                    | Complicità                            | A. Angiolini    |
| II       | Riccardo                      | Sei mia (inedito)                             | 1     | 0     | Thomas                    | Lullaby                               | E. Abbagnato    |
| III      | Federica con Jasmine Thompson | Mad world                                     | 3     | 0     | Oliviero                  | Cigno Nero                            | E. Meta         |
| IV       | Riccardo                      | Io e Anna                                     | 0     | 1     | Mike Bird                 | Verranno a chiederti del nostro amore | E. Abbagnato    |
| V        | Cosimo                        | "Carmen" Medley                               | 0     | 1     | Thomas con i Clean Bandit | Rockabye                              | E. Abbagnato    |
| VITTORIA | SQUADRA BLU                   | SQUADRA BLU                                   | 5     | 2     | SHADY                     | SHADY                                 |                 |

#### Ballottaggio
| SFIDANTI | MICHELE          | SHADY               |
| -------- | ---------------- | ------------------- |
| PROVA    | All I Ask        | Stay Home (inedito) |
| PROVA    | Whole Lotta Love | Creep               |
| VITTORIA | SHADY            | MICHELE             |

### 2ª puntata
La seconda puntata del serale, registrata il 25 marzo 2017, è andata in onda il 1º aprile. La terza prova di ogni partita ha risultato secretato.

#### Prima partita
La prima partita viene vinta dalla squadra Blu con un punteggio di 5 a 2.
| PROVA    | SQUADRA BLU                | SQUADRA BLU                | PUNTI | PUNTI | SQUADRA BIANCA            | SQUADRA BIANCA           | Giudice escluso |
| -------- | -------------------------- | -------------------------- | ----- | ----- | ------------------------- | ------------------------ | --------------- |
| I        | Riccardo                   | Diverso (inedito)          | 0     | 1     | Sebastian                 | Como dueles e los labios | D. Liotti       |
| II       | Federica con Fabrizio Moro | Portami via                | 1     | 0     | Shady con Francesco Renga | Migliore                 | E. Meta         |
| III      | Andreas                    | Telefono Azzurro           | 3     | 0     | Lo Strego                 | La canzone di Geppetto   | E. Abbagnato    |
| IV       | Federica                   | Piccola stella senza cielo | 0     | 1     | Thomas                    | 7 Years                  | D. Liotti       |
| V        | Vittoria                   | Ophelia                    | 1     | 0     | Mike Bird                 | Blackbird                | A. Angiolini    |
| VITTORIA | SQUADRA BLU                | SQUADRA BLU                | 5     | 2     | LO STREGO                 | LO STREGO                |                 |

#### Seconda partita
La seconda partita vede vittoriosa nuovamente la squadra Blu con un punteggio di 4 a 3.
| PROVA    | SQUADRA BLU     | SQUADRA BLU         | PUNTI     | PUNTI     | SQUADRA BIANCA             | SQUADRA BIANCA              | Giudice escluso |
| -------- | --------------- | ------------------- | --------- | --------- | -------------------------- | --------------------------- | --------------- |
| I        | Elisa           | David Bowie Medley  | ANNULLATA | ANNULLATA | Morgan                     | George Michael Medley       | -               |
| II       | Cosimo          | El tango de Roxanne | 1         | 0         | Oliviero                   | Variazione Lo Schiaccianoci | E. Abbagnato    |
| III      | Federica con LP | Lost On You         | 1         | 0         | Shady con LP               | Other People                | E. Meta         |
| IV       | Riccardo        | Per mamma (inedito) | 0         | 3         | Sebastian                  | 'O Sarracino                | D. Liotti       |
| V        | Andreas         | Poker               | 1         | 0         | Oliviero                   | Cum Dederit                 | E. Meta         |
| VI       | Federica        | Shape of you        | 1         | 0         | Thomas con Morgan e Boosta | Wham rap!                   | D. Liotti       |
| VITTORIA | SQUADRA BLU     | SQUADRA BLU         | 4         | 3         | THOMAS                     | THOMAS                      |                 |

#### Ballottaggio
| SFIDANTI | LO STREGO                | THOMAS          |
| -------- | ------------------------ | --------------- |
| PROVA    | Mi sono innamorato di te | Scusa (inedito) |
| PROVA    | L'impiegato (inedito)    | Fast Car        |
| VITTORIA | THOMAS                   | LO STREGO       |

### 3ª puntata
La terza puntata del serale, registrata sabato 1º aprile 2017, è andata in onda l'8 aprile. La terza prova di ogni partita ha risultato secretato. 

#### Prima partita
La prima partita viene vinta dalla squadra Blu con un punteggio di 5 a 2. 
| PROVA    | SQUADRA BLU | SQUADRA BLU                 | PUNTI | PUNTI | SQUADRA BIANCA                     | SQUADRA BIANCA                                             | Giudice escluso |
| -------- | ----------- | --------------------------- | ----- | ----- | ---------------------------------- | ---------------------------------------------------------- | --------------- |
| I        | Federica    | Ti ho voluto bene veramente | 0     | 1     | Sebastian con gli Ofenbach         | Be Mine                                                    | E. Meta         |
| II       | Cosimo      | West Side Story             | 0     | 1     | Mike Bird e Thomas                 | Medley Io che non vivo / You Don't Have To Say You Love Me | E. Abbagnato    |
| III      | Andreas     | Social Web                  | 3     | 0     | Sebastian                          | Jack lo Squartatore                                        | D. Liotti       |
| IV       | Riccardo    | Comparata CANTO Ogni volta  | 1     | 0     | Mike Bird                          | Comparata CANTO Ogni volta                                 | D. Liotti       |
| V        | Vittoria    | La historia de un amor      | 1     | 0     | Squadra Bianca con Morgan e Boosta | These are the days of our lives                            | E. Abbagnato    |
| VITTORIA | SQUADRA BLU | SQUADRA BLU                 | 5     | 2     | OLIVIERO                           | OLIVIERO                                                   |                 |

#### Seconda partita
La seconda partita vede vittoriosa la squadra Bianca con un punteggio di 5 a 2.
| PROVA    | SQUADRA BLU              | SQUADRA BLU                                                           | PUNTI | PUNTI | SQUADRA BIANCA   | SQUADRA BIANCA                                                        | Giudice escluso |
| -------- | ------------------------ | --------------------------------------------------------------------- | ----- | ----- | ---------------- | --------------------------------------------------------------------- | --------------- |
| I        | Andreas con Janieck Devy | Reality                                                               | 0     | 1     | Shady            | Città vuota                                                           | E. Abbagnato    |
| II       | Federica                 | Young and Beautiful                                                   | 1     | 0     | Sebastian        | Pareti girevoli                                                       | A. Angiolini    |
| III      | Cosimo                   | Dancing                                                               | 1     | 2     | Shady con Boosta | L'estate sta finendo                                                  | E. Meta         |
| IV       | Riccardo                 | Comparata CANTO con Francesco De Gregori Questi posti davanti al mare | 0     | 1     | Mike Bird        | Comparata CANTO con Francesco De Gregori Questi posti davanti al mare | D. Liotti       |
| V        | Riccardo                 | Giudizi universali                                                    | 0     | 1     | Thomas           | Cigarettes & Coffee                                                   | E. Meta         |
| VITTORIA | SQUADRA BIANCA           | SQUADRA BIANCA                                                        | 2     | 5     | VITTORIA         | VITTORIA                                                              |                 |

#### Ballottaggio
| SFIDANTI | OLIVIERO                      | VITTORIA                |
| -------- | ----------------------------- | ----------------------- |
| PROVA    | Redemption                    | Sarò libera             |
| PROVA    | Maria and the violin’s string | Wish that you were here |
| PROVA    | O (Fly on)                    | No witness              |
| VITTORIA | OLIVIERO                      | VITTORIA                |

### 4ª puntata
La quarta puntata del serale, registrata il 9 aprile 2017, è andata in onda il 15 aprile. La terza prova di ogni partita ha risultato secretato. 

#### Prima partita
La prima partita viene vinta dalla squadra Blu con un punteggio di 4 a 3. 
| PROVA    | SQUADRA BLU           | SQUADRA BLU                        | PUNTI | PUNTI | SQUADRA BIANCA              | SQUADRA BIANCA                     | Giudice escluso |
| -------- | --------------------- | ---------------------------------- | ----- | ----- | --------------------------- | ---------------------------------- | --------------- |
| I        | Andreas               | Comparata BALLO con Il Volo My Way | 1     | 0     | Sebastian                   | Comparata BALLO con Il Volo My Way | E. Meta         |
| II       | Cosimo con Luis Fonsi | Despacito                          | 0     | 1     | Thomas                      | Don't stop till you get enough     | E. Meta         |
| III      | Federica              | Fallin'                            | 2     | 1     | Sebastian con Susanna Salvi | Lo schiaccianoci                   | A. Angiolini    |
| IV       | Riccardo              | Perdo le parole (inedito)          | 0     | 1     | Mike Bird                   | Closer (inedito)                   | E. Meta         |
| V        | Federica              | Reginella                          | 1     | 0     | Shady                       | Anema 'e core                      | D. Liotti       |
| VITTORIA | SQUADRA BLU           | SQUADRA BLU                        | 4     | 3     | SEBASTIAN                   | SEBASTIAN                          |                 |

#### Seconda partita
La seconda partita viene vinta nuovamente dalla squadra Blu con un punteggio di 6 a 1.
| PROVA    | SQUADRA BLU | SQUADRA BLU                                      | PUNTI | PUNTI | SQUADRA BIANCA | SQUADRA BIANCA                                   | Giudice escluso |
| -------- | ----------- | ------------------------------------------------ | ----- | ----- | -------------- | ------------------------------------------------ | --------------- |
| I        | Federica    | Forte e chiaro (inedito)                         | 1     | 0     | Mike Bird      | La musica che gira intorno                       | D. Liotti       |
| II       | Riccardo    | Latin lover                                      | 0     | 1     | Oliviero       | Pasolini                                         | E. Abbagnato    |
| III      | Cosimo      | Chicago                                          | 3     | 0     | Shady          | Staying alive                                    | E. Abbagnato    |
| IV       | Federica    | Comparata CANTO con James Blunt You're beautiful | 1     | 0     | Shady          | Comparata CANTO con James Blunt You're beautiful | E. Meta         |
| V        | Andreas     | Rico                                             | 1     | 0     | Mike Bird      | Strada facendo                                   | A. Angiolini    |
| VITTORIA | SQUADRA BLU | SQUADRA BLU                                      | 6     | 1     | OLIVIERO       | OLIVIERO                                         |                 |

#### Ballottaggio
| SFIDANTI | SEBASTIAN          | OLIVIERO             |
| -------- | ------------------ | -------------------- |
| PROVA    | Bird set free      | Epilogue             |
| PROVA    | Hold it against me | Cavalleria Rusticana |
| VITTORIA | SEBASTIAN          | OLIVIERO             |

### 5ª puntata
La quinta puntata del serale, registrata il 16 aprile 2017, è andata in onda il 22 aprile. La terza prova di ogni partita ha risultato secretato. 

#### Prima partita
La prima partita viene vinta dalla squadra Bianca con un punteggio di 4 a 3. 
| PROVA    | SQUADRA BLU            | SQUADRA BLU                                            | PUNTI | PUNTI | SQUADRA BIANCA           | SQUADRA BIANCA                                         | Giudice escluso |
| -------- | ---------------------- | ------------------------------------------------------ | ----- | ----- | ------------------------ | ------------------------------------------------------ | --------------- |
| I        | Andreas con The Kolors | What happened last night                               | 0     | 1     | Canto Bianchi con Emma   | A modo tuo                                             | E. Abbagnato    |
| II       | Cosimo                 | I like it like that                                    | 0     | 1     | Sebastian con Ermal Meta | Vietato morire                                         | E. Meta         |
| III      | Andreas                | Comparata BALLO con Ozark Henry I'm your sacrifice     | 2     | 1     | Sebastian                | Comparata BALLO con Ozark Henry I'm your sacrifice     | D. Liotti       |
| IV       | Riccardo               | Senza fine                                             | 1     | 0     | Mike Bird                | Misread                                                | E. Meta         |
| V        | Federica               | Comparata CANTO con Fiorella Mannoia Che sia benedetta | 0     | 1     | Thomas                   | Comparata CANTO con Fiorella Mannoia Che sia benedetta | A. Angiolini    |
| VITTORIA | SQUADRA BIANCA         | SQUADRA BIANCA                                         | 3     | 4     | COSIMO                   | COSIMO                                                 |                 |

#### Seconda partita
La seconda partita vede vittoriosa la squadra Blu con il medesimo punteggio.
| PROVA    | SQUADRA BLU | SQUADRA BLU                      | PUNTI | PUNTI | SQUADRA BIANCA | SQUADRA BIANCA              | Giudice escluso |
| -------- | ----------- | -------------------------------- | ----- | ----- | -------------- | --------------------------- | --------------- |
| I        | Riccardo    | Ti luccicano gli occhi (inedito) | 0     | 1     | Shady          | Human                       | E. Abbagnato    |
| II       | Andreas     | Another love                     | 0     | 1     | Sebastian      | The sound of silence        | D. Liotti       |
| III      | Federica    | Chissà se lo sai                 | 3     | 0     | Mike Bird      | Thinking out loud           | E. Abbagnato    |
| IV       | Andreas     | Medley Cam-caminì / Manolo       | 1     | 0     | Sebastian      | Joker                       | E. Meta         |
| V        | Federica    | Ti avrei voluto dire (inedito)   | 0     | 1     | Thomas         | Hai delle isole negli occhi | A. Angiolini    |
| VITTORIA | SQUADRA BLU | SQUADRA BLU                      | 4     | 3     | THOMAS         | THOMAS                      |                 |

#### Ballottaggio
| SFIDANTI | COSIMO                                            | THOMAS                           |
| -------- | ------------------------------------------------- | -------------------------------- |
| PROVA    | Angel                                             | Virtual Insanity                 |
| PROVA    | Medley I just want to make love to you / Misirlou | Send my love (to your new lover) |
| PROVA    | Mi confesión                                      | Still                            |
| VITTORIA | BALLOTTAGGIO ANNULLATO                            | BALLOTTAGGIO ANNULLATO           |

### 6ª puntata
La sesta puntata del serale, registrata il 23 aprile 2017, è andata in onda il 29 aprile. La terza prova di ogni partita ha risultato secretato.

#### Prima partita
La prima partita viene vinta dalla squadra Bianca con un punteggio di 5 a 2.
| PROVA    | SQUADRA BLU         | SQUADRA BLU    | PUNTI | PUNTI | SQUADRA BIANCA               | SQUADRA BIANCA              | Giudice escluso |
| -------- | ------------------- | -------------- | ----- | ----- | ---------------------------- | --------------------------- | --------------- |
| I        | Cosimo              | Paso doble     | 1     | 0     | Sebastian con Loredana Bertè | Dedicato                    | E. Meta         |
| II       | Andreas con Arisa   | La notte       | 1     | 0     | Mike Bird con Emma           | Walk on the wild side       | E. Meta         |
| III      | Federica e Riccardo | L'ultimo bacio | 0     | 3     | Sebastian                    | Leonardo da Vinci           | E. Abbagnato    |
| IV       | Riccardo            | Sei nell'anima | 0     | 1     | Thomas                       | Salirò                      | D. Liotti       |
| V        | Federica e Andreas  | Iron sky       | 0     | 1     | Shady                        | Nessun grado di separazione | E. Abbagnato    |
| VITTORIA | SQUADRA BIANCA      | SQUADRA BIANCA | 2     | 5     | SQUADRA BLU                  | SQUADRA BLU                 |                 |

#### Seconda partita
La seconda partita vede vittoriosa la squadra Blu con un punteggio di 6 a 1.
| PROVA    | SQUADRA BLU      | SQUADRA BLU          | PUNTI | PUNTI | SQUADRA BIANCA     | SQUADRA BIANCA             | Giudice escluso |
| -------- | ---------------- | -------------------- | ----- | ----- | ------------------ | -------------------------- | --------------- |
| I        | Cosimo con Elisa | Rainbow              | 1     | 0     | Thomas             | Can't stop the feeling     | E. Abbagnato    |
| II       | Riccardo         | E penso a te         | 1     | 0     | Mike Bird          | La verità                  | D. Liotti       |
| III      | Federica         | Dopo tutto (inedito) | 3     | 0     | Sebastian          | Il discorso del presidente | A. Angiolini    |
| IV       | Andreas          | Cucina/Ristorante    | 1     | 0     | Shady              | La pioggia di marzo        | A. Angiolini    |
| V        | Federica         | E poi                | 0     | 1     | Sebastian con Emma | Calling you                | E. Meta         |
| VITTORIA | SQUADRA BLU      | SQUADRA BLU          | 6     | 1     | SQUADRA BIANCA     | SQUADRA BIANCA             |                 |

#### Ballottaggio
| CONCORRENTE | PROVE                    |
| ----------- | ------------------------ |
| ANDREAS     | Believer                 |
| COSIMO      | Gopher                   |
| COSIMO      | Goodbye                  |
| FEDERICA    | Ti scatterò una foto     |
| RICCARDO    | Sei mia (inedito)        |
| RICCARDO    | Diverso (inedito)        |
| THOMAS      | Il diario degli errori   |
| SHADY       | Stay Home (inedito)      |
| SHADY       | Un giudice               |
| SEBASTIAN   | Rise                     |
| MIKE BIRD   | Impressioni di settembre |
| MIKE BIRD   | Closer (inedito)         |
| MIKE BIRD   | Candy                    |
| ELIMINATO   | COSIMO                   |

### 7ª puntata
La settima puntata del serale, registrata il 29 aprile 2017, è andata in onda il 6 maggio. La terza prova di ogni partita ha risultato secretato.

#### Prima partita
La prima partita viene vinta dalla squadra Bianca con un punteggio di 5 a 2.
| PROVA    | SQUADRA BLU               | SQUADRA BLU                             | PUNTI | PUNTI | SQUADRA BIANCA     | SQUADRA BIANCA                        | Giudice escluso |
| -------- | ------------------------- | --------------------------------------- | ----- | ----- | ------------------ | ------------------------------------- | --------------- |
| I        | Andreas con Elisa         | Comparata con Gianna Nannini Ogni tanto | 1     | 0     | Sebastian con Emma | Comparata con Gianna Nannini Amandoti | D. Liotti       |
| II       | Riccardo                  | Polaroid (inedito)                      | 0     | 1     | Thomas             | Normalità (inedito)                   | E. Abbagnato    |
| III      | Andreas con Amy Macdonald | This is the life                        | 0     | 3     | Sebastian          | La bella e la bestia                  | E. Meta         |
| IV       | Federica                  | Respect                                 | 0     | 1     | Mike Bird          | Signor tenente                        | E. Abbagnato    |
| V        | Riccardo                  | Perdo le parole (inedito)               | 1     | 0     | Shady              | Light my fire                         | A. Angiolini    |
| VITTORIA | SQUADRA BIANCA            | SQUADRA BIANCA                          | 2     | 5     | RICCARDO           | RICCARDO                              |                 |

#### Seconda partita
La seconda partita vede vittoriosa la squadra Blu con un punteggio di 6 a 1.
| PROVA    | SQUADRA BLU        | SQUADRA BLU          | PUNTI | PUNTI | SQUADRA BIANCA      | SQUADRA BIANCA         | Giudice escluso |
| -------- | ------------------ | -------------------- | ----- | ----- | ------------------- | ---------------------- | --------------- |
| I        | Federica con Elisa | Empire State Of Mind | 1     | 0     | Shady               | Estate                 | E. Meta         |
| II       | Andreas            | Neanche il mare      | 1     | 0     | Thomas con Emma     | Lady                   | E. Abbagnato    |
| III      | Andreas con Elisa  | Eppure sentire       | 3     | 0     | Thomas              | Quel posto che non c'è | D. Liotti       |
| IV       | Federica           | Dopo tutto (inedito) | 0     | 1     | Mike Bird           | The Blower's Daughter  | A. Angiolini    |
| V        | Andreas            | Jekyll & Hyde        | 1     | 0     | Sebastian con Lenny | Hell.o                 | E. Meta         |
| VITTORIA | SQUADRA BLU        | SQUADRA BLU          | 6     | 1     | SHADY               | SHADY                  |                 |

#### Ballottaggio
| SFIDANTI | RICCARDO                         | SHADY                    |
| -------- | -------------------------------- | ------------------------ |
| PROVA    | Senza fine                       | Last Walk (inedito)      |
| PROVA    | Ti luccicano gli occhi (inedito) | Rolling in the deep      |
| PROVA    | Sei mia (inedito)                | Louboutin (inedito)      |
| PROVA    | Diverso (inedito)                | Hide and seek            |
| PROVA    | E penso a te                     | Mi sono innamorato di te |
| VITTORIA | RICCARDO                         | SHADY                    |

### 8ª puntata
L'ottava puntata del serale, registrata il 6 maggio 2017, è andata in onda il 13 maggio. La terza prova di ogni partita ha risultato secretato.

#### Prima partita
La prima partita vede vittoriosa la squadra Bianca con un punteggio di 5 a 2.
| PROVA    | SQUADRA BLU         | SQUADRA BLU          | PUNTI | PUNTI | SQUADRA BIANCA               | SQUADRA BIANCA          | Giudice escluso |
| -------- | ------------------- | -------------------- | ----- | ----- | ---------------------------- | ----------------------- | --------------- |
| I        | Andreas con Giorgia | Credo                | 0     | 1     | Sebastian con London Grammar | Strong                  | D. Liotti       |
| II       | Federica            | Grande grande grande | 1     | 0     | Thomas                       | Celebration             | E. Abbagnato    |
| III      | Andreas con Elisa   | Mirrors              | 1     | 2     | Sebastian con Emma           | Facciamola più semplice | A. Angiolini    |
| IV       | Riccardo            | Polaroid (inedito)   | 0     | 1     | Mike Bird                    | Canzone per un'amica    | A. Angiolini    |
| V        | Federica            | Love me tender       | 0     | 1     | Sebastian                    | Sand                    | A. Angiolini    |
| VITTORIA | SQUADRA BIANCA      | SQUADRA BIANCA       | 2     | 5     | FEDERICA                     | FEDERICA                |                 |

#### Seconda partita
La seconda partita viene vinta dalla squadra Blu con un punteggio di 6 a 1.
| PROVA    | SQUADRA BLU | SQUADRA BLU                | PUNTI | PUNTI | SQUADRA BIANCA | SQUADRA BIANCA     | Giudice escluso |
| -------- | ----------- | -------------------------- | ----- | ----- | -------------- | ------------------ | --------------- |
| I        | Elisa       | Luce (tramonti a nord est) | 1     | 0     | Emma           | Sarò libera        | D. Liotti       |
| II       | Riccardo    | Heal the world             | 1     | 0     | Thomas         | Feeling Good Inc   | E. Meta         |
| III      | Andreas     | Land of all                | 3     | 0     | Mike Bird      | Desire (inedito)   | A. Angiolini    |
| IV       | Riccardo    | Replay (inedito)           | 0     | 1     | Sebastian      | Dorian Grey        | E. Meta         |
| V        | Riccardo    | Imbranato                  | 1     | 0     | Mike Bird      | Trattengo il fiato | E. Abbagnato    |
| VITTORIA | SQUADRA BLU | SQUADRA BLU                | 6     | 1     | THOMAS         | THOMAS             |                 |

#### Ballottaggio
| SFIDANTI | THOMAS              | FEDERICA                       |
| -------- | ------------------- | ------------------------------ |
| PROVA    | Uptown funk         | Ti avrei voluto dire (inedito) |
| PROVA    | What do you mean?   | People talk to me (inedito)    |
| PROVA    | Normalità (inedito) | Chissà se lo sai               |
| PROVA    | Scusa (inedito)     | Black hole sun                 |
| VITTORIA | FEDERICA            | THOMAS                         |

### Semifinale
La semifinale del serale, registrata il 15 maggio 2017, è andata in onda il 20 maggio. La terza prova di ogni partita ha risultato secretato.

#### Prima partita
La prima partita vede vittoriosa la squadra Bianca con un punteggio di 5 a 2.
| PROVA    | SQUADRA BLU                | SQUADRA BLU               | PUNTI | PUNTI | SQUADRA BIANCA           | SQUADRA BIANCA        | Giudice escluso |
| -------- | -------------------------- | ------------------------- | ----- | ----- | ------------------------ | --------------------- | --------------- |
| I        | Riccardo                   | Caruso                    | 1     | 0     | Sebastian                | L'ultima cena         | E. Meta         |
| II       | Andreas                    | Bloond on the dance floor | 1     | 0     | Mike Bird                | Chiamami ancora amore | E. Meta         |
| III      | Riccardo con Elisa         | Emozioni                  | 0     | 3     | Sebastian                | Imitation game robot  | D. Liotti       |
| IV       | Federica                   | Lean on                   | 0     | 1     | Sebastian con Ermal Meta | A parte te            | E. Meta         |
| V        | Andreas con Thegiornalisti | Completamente             | 0     | 1     | Mike Bird                | Blowin’ in the wind   | A. Angiolini    |
| VITTORIA | SQUADRA BIANCA             | SQUADRA BIANCA            | 2     | 5     | SQUADRA BLU              | SQUADRA BLU           |                 |

#### Seconda partita
La seconda partita viene vinta dalla squadra Blu con un punteggio di 5 a 2.
| PROVA    | SQUADRA BLU       | SQUADRA BLU                | PUNTI | PUNTI | SQUADRA BIANCA     | SQUADRA BIANCA          | Giudice escluso |
| -------- | ----------------- | -------------------------- | ----- | ----- | ------------------ | ----------------------- | --------------- |
| I        | Federica ed Elisa | Chandelier                 | 1     | 0     | Sebastian          | Ancora, ancora, ancora  | E. Meta         |
| II       | Andreas           | Addiction                  | 1     | 0     | Mike Bird con Emma | Il conforto             | A. Angiolini    |
| III      | Riccardo ed Elisa | Bridge Over Troubled Water | 2     | 1     | Sebastian          | Come te non c'è nessuno | A. Angiolini    |
| IV       | Federica          | Stay                       | 1     | 0     | Mike Bird          | A muso duro             | D. Liotti       |
| V        | Elisa             | Bruciare per te            | 0     | 1     | Emma               | A mano a mano           | A. Angiolini    |
| VITTORIA | SQUADRA BLU       | SQUADRA BLU                | 5     | 2     | SQUADRA BIANCA     | SQUADRA BIANCA          |                 |

#### Ballottaggio
| SFIDANTI  | PROVE                     | PROVE                          |
| --------- | ------------------------- | ------------------------------ |
| RICCARDO  | Sei mia (inedito)         | Perdo le parole (inedito)      |
| SEBASTIAN | Bad habits                | Video mix                      |
| FEDERICA  | Se ancora c'è (inedito)   | Ti avrei voluto dire (inedito) |
| ANDREAS   | Work song                 | Basta così                     |
| MIKE BIRD | Arrivederci a questa sera | Skinny love                    |
| ELIMINATO | MIKE BIRD                 | MIKE BIRD                      |

### Finale
La finale del serale è andata in onda in diretta sabato 27 maggio 2017.
In questa edizione c'è stato un meccanismo diverso per la finale, in quanto vi sono due cantanti e due ballerini. Il nuovo regolamento prevede due sessioni di voto: nella prima sessione, tutti i finalisti si esibiranno in cinque prove, e il cantante e il ballerino più votati passeranno alla finalissima, decretando i due vincitori di categoria; nella seconda sessione, ovvero la finalissima, si decreterà il vincitore del programma.
- Come per le precedenti edizioni i vincitori delle singole sfide e il vincitore finale sono stati decisi tramite televoto.
- Andreas Müller vince la sedicesima edizione di Amici e il premio di 150000 €.
- Riccardo Marcuzzo vince il premio della categoria Canto di 50000 € e il premio assegnato da Radio 105 di 20000 €.
- Il premio della critica, anch'esso del valore di 50000 €, viene assegnato a Sebastian Melo Taveira.
- Federica Carta vince il premio Vodafone che comprende un corso di perfezionamento del valore di 35000 €.
- Il premio Fonzies, che comprende una borsa di studio del valore di 20000 €, viene assegnato a Mike Bird, durante la finale.

#### Finale di ballo
| PROVA    | SEBASTIAN         | ANDREAS                | VANTAGGIO     |
| -------- | ----------------- | ---------------------- | ------------- |
| I        | Black or white    | Rodolfo Valentino      | ANDREAS       |
| II       | Leonardo da Vinci | Social web             | PARITÀ        |
| III      | O' Sarracino      | Maria Antonietta       | PARITÀ        |
| IV       | Il Gladiatore     | Mary Poppins           | SEBASTIAN     |
| V        | Sand              | Donazione degli organi | PARITÀ        |
| QUARTO   | SEBASTIAN 49%     | SEBASTIAN 49%          | SEBASTIAN 49% |
| VITTORIA | ANDREAS 51%       | ANDREAS 51%            | ANDREAS 51%   |

#### Finale di canto
| PROVA    | RICCARDO                         | FEDERICA                         | VANTAGGIO    |
| -------- | -------------------------------- | -------------------------------- | ------------ |
| I        | Sei mia (inedito)                | Quanno chiove                    | RICCARDO     |
| II       | E penso a te                     | Dopotutto (inedito)              | RICCARDO     |
| III      | Perdo le parole (inedito)        | Fallin'                          | RICCARDO     |
| IV       | La canzone di Marinella          | Ti avrei voluto dire (inedito)   | PARITÀ       |
| V        | Ti luccicano gli occhi (inedito) | Attraversando gli anni (inedito) | N.D.         |
| TERZA    | FEDERICA 48%                     | FEDERICA 48%                     | FEDERICA 48% |
| VITTORIA | RICCARDO 52%                     | RICCARDO 52%                     | RICCARDO 52% |

#### Finalissima
| PROVA     | RICCARDO               | ANDREAS                 | VANTAGGIO    |
| --------- | ---------------------- | ----------------------- | ------------ |
| I         | Caruso                 | Hip hop airplane        | ANDREAS      |
| II        | Polaroid (inedito)     | Eppure sentire          | ANDREAS      |
| III       | Senza fine             | Careless whisper        | ANDREAS      |
| IV        | Diverso (inedito)      | Poker                   | N.D.         |
| V         | Balla con me (inedito) | Telefono azzurro        | N.D.         |
| VI        | Oroscopo               | I guerrieri della notte | N.D.         |
| SECONDO   | RICCARDO 43%           | RICCARDO 43%            | RICCARDO 43% |
| VINCITORE | ANDREAS 57%            | ANDREAS 57%             | ANDREAS 57%  |

## Controversie
Nel pomeriggio di martedì 11 aprile 2017, Maria De Filippi tramite comunicato stampa ha annunciato la fuoriuscita di Morgan dal programma, a causa di dissapori con i ragazzi e con la produzione; dalla quinta puntata del Serale la sua posizione viene sostituito da Emma.

## Commissione della critica
Nell'ultima puntata è presente una commissione per assegnare tra i finalisti il premio della critica del valore di € 50.000. La commissione è composta da:
| Silvia Motta        | Tv Talk                 |
| Marco Mangiarotti   | Quotidiano Nazionale    |
| Luca Dondoni        | La Stampa               |
| Renato Franco       | Corriere della Sera     |
| Claudia Fascia      | ANSA                    |
| Antonella Nesi      | AdnKronos               |
| Paolo Giordano      | Il Giornale             |
| Antonella Luppoli   | Libero                  |
| Xavier Jacobelli    | Corriere dello Sport    |
| Elisabetta Esposito | La Gazzetta dello Sport |
| Gianni Sibilla      | Rockol.it               |
| Davide Maggio       | DavideMaggio.it         |
| Andrea Amato        | TvZoom.it               |
| Domenico Naso       | Il Fatto Quotidiano     |
| Domenico Catagnano  | Tgcom24                 |
| Cinzia Marongiu     | Tiscali                 |
| Anna Lupini         | TvZap.it                |
| Diego Odello        | TvBlog.it               |
| Letizia Puccioni    | Radio 105               |

## Giuria

### Giurati fissi
Legenda:
     Presenza del giudice in puntata
| Giurato            | Puntate | Puntate | Puntate | Puntate | Puntate | Puntate | Puntate | Puntate | Puntate    | Puntate | Totale |
| Giurato            | 1ª      | 2ª      | 3ª      | 4ª      | 5ª      | 6ª      | 7ª      | 8ª      | Semifinale | Finale  | Totale |
| ------------------ | ------- | ------- | ------- | ------- | ------- | ------- | ------- | ------- | ---------- | ------- | ------ |
| Daniele Liotti     |         |         |         |         |         |         |         |         |            |         | 10     |
| Ambra Angiolini    |         |         |         |         |         |         |         |         |            |         | 10     |
| Eleonora Abbagnato |         |         |         |         |         |         |         |         |            |         | 10     |
| Ermal Meta         |         |         |         |         |         |         |         |         |            |         | 10     |

### Giurati d'eccezione
Nella seguente tabella sono indicati i Giurati d'eccezione, ospiti speciali che nel corso delle diverse puntate hanno fatto parte della giuria di qualità e hanno giudicato le esibizioni delle due squadre. In particolare, hanno la possibilità di votare solo al termine della terza prova di ogni partita esprimendo due voti, mentre il resto della giuria esprime nella sua totalità un solo voto. Nella tabella che segue sono illustrate inoltre le preferenze espresse dai Giurati d'eccezione nella terza prova delle diverse partite. È presente in tutte le puntate, tranne nella finale, dove gli unici giudici sono i telespettatori da casa tramite televoto.
| Puntata | Messa in onda  | Giurato         | 1ª manche | 2ª manche |
| ------- | -------------- | --------------- | --------- | --------- |
| 1       | 25 marzo 2017  | Luca Zingaretti | BIANCHI   | BLU       |
| 2       | 1º aprile 2017 | Matt Dillon     | BLU       | BIANCHI   |
| 3       | 8 aprile 2017  | Marco Bocci     | BLU       | BIANCHI   |
| 4       | 15 aprile 2017 | Luca Argentero  | BLU       | BLU       |
| 5       | 22 aprile 2017 | Raz Degan       | BLU       | BLU       |
| 6       | 29 aprile 2017 | Renato Zero     | BIANCHI   | BLU       |
| 7       | 6 maggio 2017  | Simona Ventura  | BIANCHI   | BLU       |
| 8       | 13 maggio 2017 | Sabrina Ferilli | BIANCHI   | BLU       |
| 9       | 20 maggio 2017 | Gerry Scotti    | BIANCHI   | BLU       |

## Ospiti
| Puntata    | Messa in onda  | Ospiti                                                                                 | Duettanti                                                |
| ---------- | -------------- | -------------------------------------------------------------------------------------- | -------------------------------------------------------- |
| 1          | 25 marzo 2017  | Luca e Paolo                                                                           | Emma, Alessandra Amoroso, Jasmine Thompson, Clean Bandit |
| 2          | 1º aprile 2017 | Luca e Paolo                                                                           | Francesco Renga, Fabrizio Moro, LP                       |
| 3          | 8 aprile 2017  | Luca e Paolo                                                                           | Ofenbach, Francesco De Gregori, Janieck                  |
| 4          | 15 aprile 2017 | Emma Marrone, Roberto Saviano                                                          | Il Volo, Luis Fonsi, Susanna Salvi, James Blunt          |
| 5          | 22 aprile 2017 | Luca e Paolo                                                                           | The Kolors, Ozark Henry, Fiorella Mannoia                |
| 6          | 29 aprile 2017 | Roberto Saviano con Ileana Boneschi                                                    | Loredana Bertè, Arisa                                    |
| 7          | 6 maggio 2017  | Diego Armando Maradona, Luca e Paolo                                                   | Gianna Nannini, Amy Macdonald, Lenny                     |
| 8          | 13 maggio 2017 | Luca e Paolo                                                                           | London Grammar, Giorgia                                  |
| Semifinale | 20 maggio 2017 | Luca e Paolo                                                                           | Thegiornalisti                                           |
| Finale     | 27 maggio 2017 | Geppi Cucciari, Giorgio Panariello, Roberto Saviano con Sofia Righetti, Quang Ngo Dinh | –                                                        |

## Ascolti

### Serale
| Puntata    | Registrazione      | Messa in onda  | Telespettatori | Share  | Fonte  |
| ---------- | ------------------ | -------------- | -------------- | ------ | ------ |
| 1          | 19 marzo 2017      | 25 marzo 2017  | 4 024 000      | 20,72% | [ 7 ]  |
| 2          | 25 marzo 2017      | 1º aprile 2017 | 4 020 000      | 20,21% | [ 8 ]  |
| 3          | 1º aprile 2017     | 8 aprile 2017  | 3 621 000      | 18,29% | [ 9 ]  |
| 4          | 9 aprile 2017      | 15 aprile 2017 | 3 793 000      | 19,73% | [ 10 ] |
| 5          | 16 aprile 2017     | 22 aprile 2017 | 4 165 000      | 21,18% | [ 11 ] |
| 6          | 23 aprile 2017     | 29 aprile 2017 | 4 463 000      | 22,77% | [ 12 ] |
| 7          | 29 aprile 2017     | 6 maggio 2017  | 4 214 000      | 21,36% | [ 13 ] |
| 8          | 6 maggio 2017      | 13 maggio 2017 | 3 748 000      | 19,82% | [ 14 ] |
| Semifinale | 15 maggio 2017     | 20 maggio 2017 | 4 488 000      | 24,14% | [ 15 ] |
| Finale     | Diretta e televoto | 27 maggio 2017 | 4 822 000      | 28,54% | [ 16 ] |
| Media      | Media              | Media          | 4 136 000      | 21,68% |        |

## L'interesse delle case discografiche
Anche durante quest'edizione è stata data la possibilità ad alcuni cantanti di firmare un contratto con alcune case discografiche per la realizzazione degli album d'esordio. In particolare si tratta di:
- RIKI con la Sony Music, con cui il 19 maggio ha pubblicato l'EP Perdo le parole.
- Federica Carta con la Universal Music, con cui il 19 maggio ha pubblicato l'EP Federica.
- Thomas con la Warner Music, con cui il 26 maggio ha pubblicato l'EP Oggi più che mai.
- Shady con la Believe Digital, e ha pubblicato nel l'EP Shady. È poi passata con Ego Italia, e attualmente è la voce del gruppo Shanguy. Dal 2021 ha adottato il nome Shibui.